# Гончаров, Сергей Сергеевич
Сергей Сергеевич Гончаров (1843—1918) — русский юрист, глава ряда судебных палат, прокурор, сенатор, член Государственного совета; действительный тайный советник. Племянник Натальи Гончаровой-Пушкиной.

## Биография
Родился 22 февраля 1843 года; был вторым сыном отставного гвардии поручика, а затем чиновника особых поручений Московской конторы Ассигнационного банка Сергея Николаевича Гончарова (1815—1865) от первого брака с баронессой Александрой Ивановной фон Шенк (ок. 1815—1848).
Окончил юридический факультет Московского университета. В службе с 1862 года — чиновником канцелярии московского генерал-губернатора. В 1863 году перешёл в Министерство государственных имуществ, а в 1866 году — в судебное ведомство.
Был товарищем председателя Тамбовской палаты гражданского суда (1866), товарищем председателя Подольской палаты гражданского суда (1869), членом Смоленского окружного суда (1870). С 25 сентября 1873 года председатель Волынской, а с 21 июля 1875 года — Киевской палат уголовного и гражданского суда.
15 декабря 1877 года назначен исправляющим должность прокурора Казанской судебной палаты, а 1 апреля 1879 года с производством в действительные статские советники утверждён в этой должности. 18 декабря 1880 года переведён на пост прокурора Московской судебной палаты и в день коронации императора Александра III 15 мая 1883 года получил звание камергера.
27 мая 1884 года назначен старшим председателем Тифлисской судебной палаты с пожалованием в гофмейстеры. Сенатор Уголовного кассационного департамента Правительствующего сената(17 апреля 1891). 1 января 1900 года назначен членом Государственного совета и 1 января 1904 года произведён в действительные тайные советники. После реформы Государственного совета назначался к присутствию на 1906 — 1911 годы и одновременно являлся председателем Особого присутствия при Государственном совете для предварительного рассмотрения жалоб на определения департаментов Сената. Являлся одним из организаторов и первым по времени председателем (1906 — 1908 годы) правой группы Государственного совета, затем перешёл в т.н. кружок внепартийного объединения (1910)
4 апреля 1911 года по поданному им 16 марта в знак протеста против действий П. А. Столыпина при принятии закона о земстве в западных губерниях прошению уволен от службы с мундиром и пенсией в 7000 рублей в год.
Занимался предпринимательской деятельностью. Скончался в Петрограде в феврале 1918 года. Был дважды женат.

## Награды
- Орден Святого Владимира 3-й степени (1 января 1881 года)
- Орден Святого Станислава 1-й ст. (1 января 1883 года)
- Орден Святой Анны 1-й ст. (1 января 1887 года)
- Орден Святого Владимира 2-й ст. (1 января 1890 года)
- Орден Белого Орла (1 января 1895 года)
- Орден Святого Александра Невского (1 января 1900 года; алмазные знаки ордена пожалованы 1 января 1908 года)

## Семья
Первая жена — Ольга Леонидовна Воейкова (1850—22.07.1873), внучка генерала А. В. Воейкова и историка К. М. Бороздина.

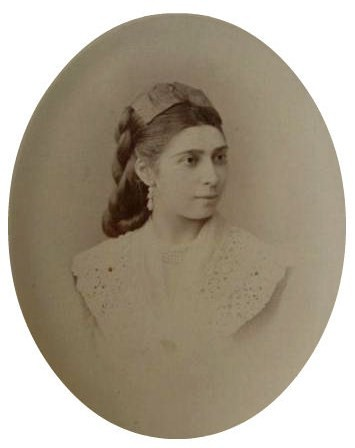
Елизавета Гончарова

Вторая жена — Елизавета Александровна Герштенцвейг (21.02.1845—25.11.1907), фрейлина двора, внучка С. С. Андреевского и дочь генерал-адъютанта А. Д. Герштенцвейга. С 1889 года состояла членом комитета Общества поощрения трудолюбия. В браке было четыре дочери, две из них (Вера и Софья) умерли во младенчестве.